# Bahnstrecke Vienenburg–Langelsheim
| Streckennummer (DB): | 1934 (Vienenburg–Grauhof) 1935 (Grauhof–Langelsheim) |                                              |                                              |
| Streckenlänge: | 17,9 km                                              |                                              |                                              |
| Spurweite: | 1435 mm (Normalspur)                                 |                                              |                                              |
| |                                                      |                                              |                                              |
| \| \| \| \| \| \| \| \| von Ilsenburg / von Halle (Saale) Hbf (km 0) \| \| \| \| \| \| \| \| \| \| von Braunschweig \| \| \| \| 123,2 \| Vienenburg Rbf \| Vienenburg Rbf \| \| \| \| nach Bad Harzburg \| \| \| \| \| Bundesstraße 241 \| \| \| \| \| Radau \| \| \| \| \| Braunschweig–Bad Harzburg \| \| \| \| \| Oker \| \| \| \| 135,9 \| Grauhof Gbf \| Grauhof Gbf \| \| \| \| von Hildesheim \| \| \| \| \| Grauhof Pbf \| \| \| \| \| nach Goslar \| \| \| \| \| Bundesstraße 6 \| \| \| \| \| Grane \| \| \| \| \| Bundesstraße 82 \| \| \| \| \| von Goslar \| \| \| \| 142,4 \| Langelsheim \| Langelsheim \| \| \| \| nach Neuekrug-Hahausen \| \| \| \| \| nach Altenau \| \| \| \| \| \| \| \| Quellen: [1] \| \| \| \| |                                                      |                                              |                                              |
| |                                                      |                                              |                                              |
| Strecke |                                                      | von Ilsenburg / von Halle (Saale) Hbf (km 0) | von Ilsenburg / von Halle (Saale) Hbf (km 0) |
| |                                                      |                                              |                                              |
| Abzweig geradeaus und von rechts |                                                      | von Braunschweig                             | von Braunschweig                             |
| ehemaliger Dienststation / Betriebs- oder Güterbahnhof | 123,2                                                | Vienenburg Rbf                               | Vienenburg Rbf                               |
| Abzweig ehemals geradeaus und nach links |                                                      | nach Bad Harzburg                            | nach Bad Harzburg                            |
| Brücke (Strecke außer Betrieb) |                                                      | Bundesstraße 241                             | Bundesstraße 241                             |
| |                                                      | Radau                                        |                                              |
| Kreuzung Ende Hochstrecke (Strecken außer Betrieb) |                                                      | Braunschweig–Bad Harzburg                    | Braunschweig–Bad Harzburg                    |
| Brücke über Wasserlauf (Strecke außer Betrieb) |                                                      | Oker                                         | Oker                                         |
| Dienststation / Betriebs- oder Güterbahnhof (Strecke außer Betrieb) | 135,9                                                | Grauhof Gbf                                  | Grauhof Gbf                                  |
| Abzweig ehemals geradeaus, ehemals nach rechts und von rechts |                                                      | von Hildesheim                               | von Hildesheim                               |
| ehemaliger Haltepunkt / Haltestelle |                                                      | Grauhof Pbf                                  | Grauhof Pbf                                  |
| Abzweig ehemals geradeaus und nach links |                                                      | nach Goslar                                  | nach Goslar                                  |
| Brücke (Strecke außer Betrieb) |                                                      | Bundesstraße 6                               | Bundesstraße 6                               |
| Brücke über Wasserlauf (Strecke außer Betrieb) |                                                      | Grane                                        | Grane                                        |
| Brücke (Strecke außer Betrieb) |                                                      | Bundesstraße 82                              | Bundesstraße 82                              |
| Abzweig ehemals geradeaus und von links |                                                      | von Goslar                                   | von Goslar                                   |
| Haltepunkt / Haltestelle Streckenende | 142,4                                                | Langelsheim                                  | Langelsheim                                  |
| Abzweig ehemals geradeaus und nach rechts |                                                      | nach Neuekrug-Hahausen                       | nach Neuekrug-Hahausen                       |
| Strecke (außer Betrieb) |                                                      | nach Altenau                                 | nach Altenau                                 |
| |                                                      |                                              |                                              |
| Quellen: |                                                      |                                              |                                              |

Die Bahnstrecke Vienenburg–Langelsheim war eine hauptsächlich dem Güterverkehr dienende, zweigleisige Hauptbahn in Niedersachsen. Sie verlief entlang des Nordrandes des Harzes von Vienenburg nach Langelsheim. Die 1875 eröffnete Verbindung verlor mit der Teilung Deutschlands ihre Bedeutung und ist heute stillgelegt und abgebaut.

## Geschichte
Die Magdeburg-Halberstädter Eisenbahngesellschaft (MHE) hatte sich schon seit den 1850er Jahren um eine westliche Anbindung ihres Streckennetzes bemüht, die aber an Streitigkeiten der Länder Preußen, Hannover und Braunschweig gescheitert war. Erst 1864 konnte ein Staatsvertrag zwischen Preußen und Braunschweig geschlossen werden, der eine Bahnverbindung Halberstadt–Vienenburg vorsah, die 1869 fertiggestellt wurde.
Mit der Annexion Hannovers 1866 war der Weg weiter nach Westen möglich. Etwa zeitgleich suchte die Hannover-Altenbekener Eisenbahn-Gesellschaft (HAE) eine Verbindung nach Osten, und die Bergstädte im Oberharz wollten einen Bahnanschluss. So plante die HAE eine neue Fernstrecke Vienenburg–Hildesheim–Hameln–Löhne, die MHE eine Verbindung von Vienenburg über Langelsheim nach Clausthal.
Die HAE geriet jedoch 1873 in finanzielle Schwierigkeiten, so dass sie von der MHE übernommen wurde. Diese fasste die beiden auf Vienenburg zielenden Projekte zusammen und baute eine Strecke zum Bahnhof Grauhof, wo sich die Bahnstrecke nach Clausthal (ehemalige Innerstetalbahn) und nach Hildesheim (heute Teil der Bahnstrecke Hildesheim–Goslar) spaltete. Letztere hatte in Ringelheim Anschluss an die Braunschweigische Südbahn nach Kreiensen, von wo aus mit der Bahnstrecke Altenbeken–Kreiensen und der Strecke Hannover–Kassel West- und Süddeutschland erreicht werden konnte.
Am 19. Mai 1875 wurde der Güterverkehr von Löhne bis Vienenburg aufgenommen, der Personenverkehr folgte am 30. Juni. Der Zweig von Grauhof über Langelsheim nach Lautenthal diente ab dem 25. Oktober dem Güterverkehr, ab dem 15. November 1875 konnten auch Personen mitfahren. Die Kilometrierung setzt die der MHE-Strecke von Halle fort.
Am 15. September 1877 folgte die Strecke von Langelsheim nach Neuekrug-Hahausen an der Braunschweigischen Südbahn, die in Richtung Kreiensen den Umweg über Ringelheim ersparte. Seitdem wurde Vienenburg–Langelsheim in ganzer Länge als Fernbahn genutzt.
Goslar war zu dieser Zeit nur über die Bahnstrecke Vienenburg–Goslar an das Bahnnetz angeschlossen. Um diese Lage zu verbessern, wurden von Grauhof und Langelsheim gleichzeitig zwei Bahnstrecken in die Stadt gebaut, die am 1. Mai 1883 zur Verfügung standen. Der Personenverkehr nahm von nun an den Weg über Goslar, der stetig zunehmende Güterverkehr blieb auf der steigungsärmeren Strecke.
In Vienenburg entstand ein mittlerer, heute abgebrochener Rangierbahnhof, dem eine kleinere Anlage bei Grauhof zugeordnet war. Dem Ort Immenrode, unmittelbar von der Strecke berührt, wurde beim Streckenbau ein Haltepunkt angeboten, welcher jedoch von der Gemeinde abgelehnt wurde.

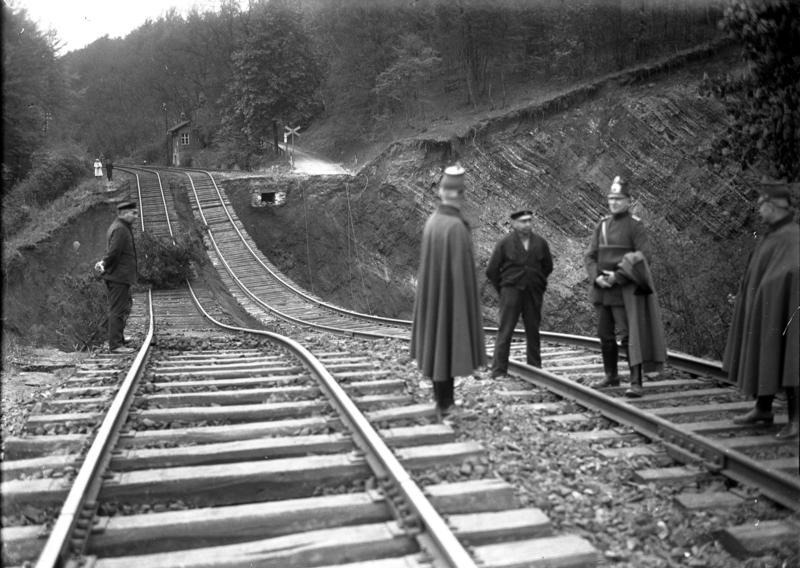
Die Gleise nach dem Erdrutsch 1930

1930 lief das Kalibergwerk Vienenburg voll Wasser, daraufhin sackte der Boden unter der Bahnlinie ein, die Reparatur der Strecke dauerte ein halbes Jahr.
Mit der Teilung Deutschlands 1945 verlor diese Verbindung ihren östlichen Anschluss. Nun reichte die Strecke über Goslar völlig aus, die Deutsche Bundesbahn zog sich zurück. Nach einander widersprechenden Angaben endete der Verkehr zwischen 1949 und 1960. Der Abschnitt Grauhof Gbf – Grauhof Pbf hielt sich noch als Industrieanschluss, der Ende der 1990er Jahre endgültig vom Netz getrennt wurde.
Heute ist die Bahn abgebaut, es sind jedoch noch Dämme und Brückenreste zu finden. Die Bahnstrecke Hildesheim–Goslar führt weiterhin durch eine enge Kurve im ehemaligen Gleisdreieck bei Grauhof.